# 風鈴中的刀聲
《風鈴中的刀聲》為古龍晚期作品，1981年10月至1982年5月，〈聯合報〉連載1～199集。1981年萬盛出版，結尾由于志宏（于東樓）代筆。另外，古龍偽作《邊城刀聲》因接續《邊城浪子》而常被人誤植為小李飛刀系列，而《邊城刀聲》書中又出現了角色風鈴，並且又叫《邊城「刀聲」》，導致很多看過本偽作的人誤將《風鈴中的刀聲》列為小李飛刀系列。
本書古龍特別寫序（古龍大部分的書都沒有序），而本書為求新而使用新詩手法來寫小說，評價兩極，往往被推頌至極，不然就是不被接受。

《風鈴中的刀聲》，天地圖書出版社版本，1997年出版

## 故事大綱
花错向着白色的小屋里的爱人狂奔而来，可是还未奔到身子便已断开成两截倒地死去，鲜血染红沙地。花错的妻子花景因梦因而走向为夫复仇的道路。

## 主要人物
- 丁寧：与姜断弦定下明年之约，被因梦错认为杀害丈夫的凶手。
- 姜斷弦：天下第一號劊子手，同时也是江湖上无人不知的刀客彭十三豆。
- 花景因夢：花錯之妻，本名景因夢，昔年號稱天下第一絕色，江湖中萬人傾倒。
- 柳伴伴：慕容秋水的女人，幼时为丁宁所救，心中暗藏情愫。

## 次要人物
- 慕容秋水：贵公子，丁宁好友，非常完美。
- 韋好客：面容清秀的侏儒，雅座主人，丁宁好友，崇拜慕容秋水。
- 花錯：浪子花錯，因梦之夫，丁宁好友。
- 諸葛仙：武林第一神醫諸葛無死的獨生子，還不到二十歲的時候，就已經被天下江湖中人尊稱為諸葛大夫。
- 風眼：因梦的恩師。
- 牧羊兒：身体畸形的侏儒杀手，心理极度变态。
- 田靈子：曾受制于牧羊儿，为姜断弦所杀。
- 顧橫波：影子的真实身份，万无一失的杀手，号眉山居士。

## 小說目錄
１、序幕
- 共四章（無章名）

２、因夢
- 共二章

３、丁丁
- 共三章

４、姜斷弦
- 共七章

５、風眼
- 共二章

６、花錯，丁寧和姜斷弦
- 共一章

７、伴伴
- 共四章

８、下場
- 共二章

## 改編電影
《风铃中的刀声》于1983年被台湾日月影业改编成电影，由金长栋和田鹏两人导演。由姜大卫饰演丁宁，田鹏饰演姜断弦，关聪饰演花错，于枫饰演花景因梦。